# Annaberg (Alsó-Ausztria)
Annaberg osztrák község Alsó-Ausztria Lilienfeldi járásában. 2019 januárjában 516 lakosa volt. 

## Elhelyezkedése

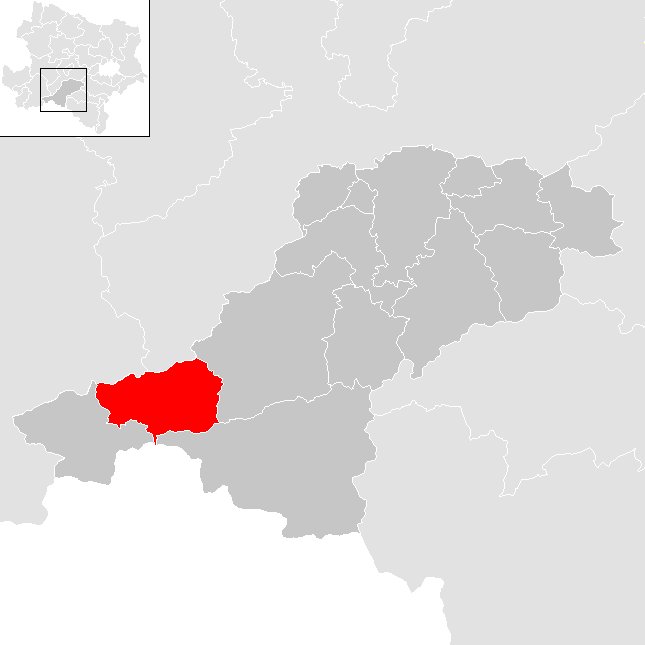
Annaberg a Lilienfeldi járásban

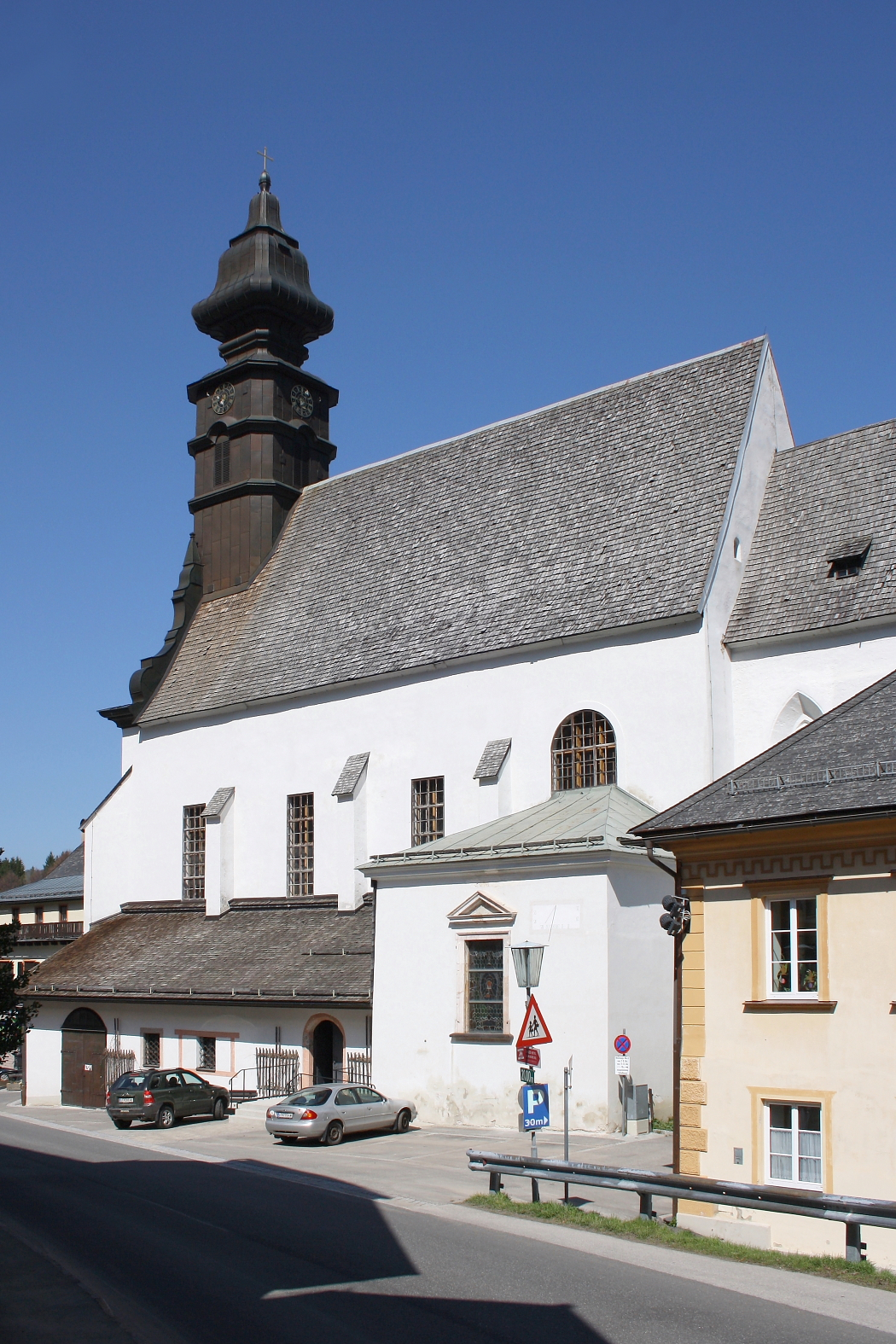
A Szt. Anna-plébániatemplom

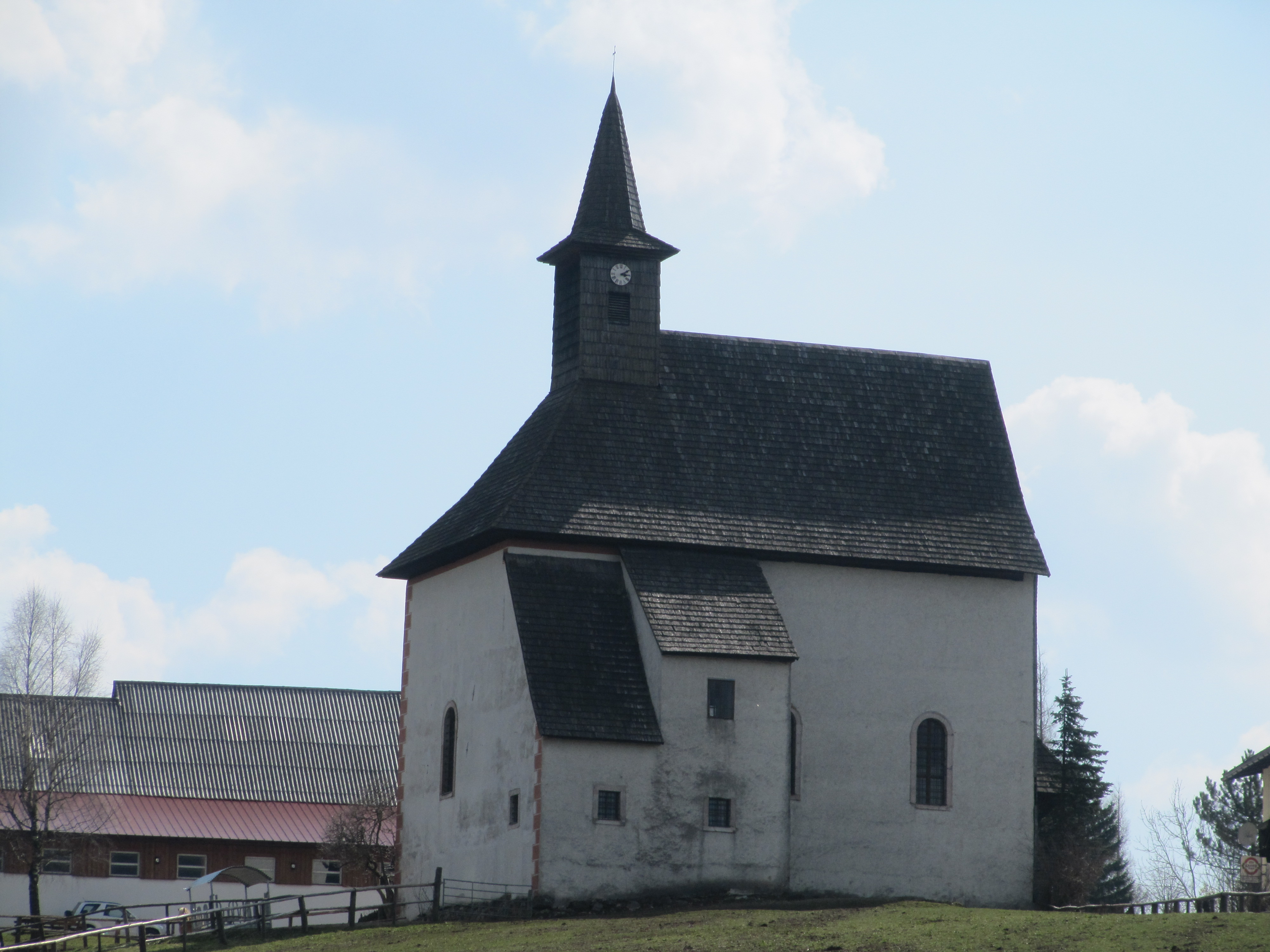
A Szt. Joachim-templom

Annaberg a tartomány Mostviertel régiójában fekszik a Türnitzi-Alpokban. Legfontosabb folyóvizei a Türnitz, a Tannbach és a Lassingbach. Területének 81,5%-a erdő. Az önkormányzat 4 településrészt, illetve falut egyesít: Annarotte (209 lakos 21019-ben), Haupttürnitzrotte (68), Langseitenrotte (155) és Lassingrotte (84).  
A környező önkormányzatok: északkeletre Türnitz, délkeletre Sankt Aegyd am Neuwalde, délre Mariazell (Stájerország), délnyugatra Mitterbach am Erlaufsee, északnyugatra Puchenstuben, északra Schwarzenbach an der Pielach.  

## Története
Annaberg területét 1202-ben adományozta VI. Lipót herceg az általa alapított lilienfeldi cisztercita apátságnak. Gerhard apát 1207-ben kezdte el betelepíteni a 976 m magasan fekvő, hegyek közötti nyerget. Tíz évvel később már állt egy Szent Annának szentelt kápolna és egy kicsi, de állandó település. A kápolnát 1327-ben a zarándokok nagy száma miatt kibővítették. Annaberg 1380-ban vált önálló egyházközséggé. 
A harmincéves háború alatt, 1639-ben az egész falu leégett és II. Ferdinánd császár özvegye, Gonzaga Eleonóra támogatásával épült újjá. A 18. századtól ezüstöt, ólmot, gipszet, szenet bányásztak a környező hegyekben. A Mariazellerbahn vasútvonalának 1907-es elkészültével a falu könnyen elérhető vált a turisták számára is. 
2013 szeptemberében Annaberg közelében egy feltételezett orvvadász üldözés közben megölt három rendőrt és egy mentőst, majd később öngyilkos lett.

## Lakosság
Az annabergi önkormányzat területén 2019 januárjában 516 fő élt. A lakosságszám a csúcspontját 1923-ben érte el 1455 fővel, azóta folyamatos csökkenés tapasztalható. 2017-ben a helybeliek 92,8%-a volt osztrák állampolgár; a külföldiek közül 1,5% a régi (2004 előtti), 5,3% az új EU-tagállamokból érkezett. 2001-ben a lakosok 69,3%-a római katolikusnak, 23,9% evangélikusnak, 1,2% ortodoxnak, 1,5% mohamedánnak, 3,8% pedig felekezeten kívülinek vallotta magát. Ugyanekkor a legnagyobb nemzetiségi csoportot a német (94,3%) mellett a bosnyákok (2%) és a magyarok 1,9%, 13 fő) alkották. 
A népesség változása:

| 2016 | 555 |
| 2018 | 533 |

## Látnivalók
- a Szt. Anna-plébániatemplom
- a langseitenrottei Szt. Joachim-templom
- az 1930-ban elkészült evangélikus templom
- az Annaberg környéki hegyek télen a síelők, nyáron a kirándulók kedvelt célpontjai

## Fordítás
- Ez a szócikk részben vagy egészben  az   Annaberg (Niederösterreich) című német Wikipédia-szócikk ezen változatának fordításán alapul.  Az eredeti cikk szerkesztőit annak laptörténete sorolja fel. Ez a jelzés csupán a megfogalmazás eredetét és a szerzői jogokat jelzi, nem szolgál a cikkben szereplő információk forrásmegjelöléseként.